# Memoriał Evžena Rošickiego
Memoriał Evžena Rošickiego – międzynarodowy mityng lekkoatletyczny organizowany od 1947 roku w stolicy Czech (a wcześniej Czechosłowacji) – Pradze. Zawody są hołdem dla zamordowanego w 1942 przez hitlerowców lekkoatlety Evžena Rošickiego. Główną konkurencją zawodów jest bieg na 800 metrów. Impreza rozgrywana jest na stadionie Evžena Rošickiego.